# 佐藤淳 (俳優・声優)
佐藤 淳（さとう じゅん、1961年9月18日 - ）は、日本の俳優・声優。劇団NLT所属。血液型O型。

## 経歴・人物
- 山口県出身、特技はパントマイム・ギター・ドラム。

## 主な出演作品

### テレビアニメ
- アストロボーイ・鉄腕アトム（警備員）

### 吹き替え
- アイ・アム・デビッド
- ER緊急救命室
  - シーズン5（バーナード〈ヴィンス・ヴィーラフ〉）
  - シーズン9（エリック・ワイゼンスキー〈トム・エヴェレット・スコット〉）、#18（ガービー〈テリー・マラトス〉）
- 草ぶきの学校
- ダイ・ハード4.0（トレイ）
- 名犬ラッシー
- ロード・オブ・ザ・リング
- リーグ・オブ・レジェンド/時空を超えた戦い

### その他
- なんでもQ〜むしまるQ〜（からっ風の獅子太郎：ライオン）